# Matt Le Tissier
Matthew "Matt" Le Tissier (/ləˈtɪsi.eɪ/; sinh ngày 14 tháng 10 năm 1968) là một cựu cầu thủ bóng đá người Anh quê ở Guernsey hiện đang làm bình luận viên bóng đá trên truyền hình. Anh làm công việc chuyên gia bóng đá cho Sky Sports và là chủ tịch danh dự của Guernsey F.C.. Le Tissier dành gần như toàn bộ sự nghiệp câu lạc bộ chuyên nghiệp cùng Southampton và có tám lần ra sân cho đội tuyển bóng đá quốc gia Anh trước khi chơi bóng ở hạng đấu thấp hơn năm 2002; sự trung thành của anh đã thu hút tình cảm đặc biệt từ người hâm mộ Southampton khiến họ đặt biệt danh cho anh là "Le God".
Là một tiền vệ tấn công sáng tạo với kĩ thuật đặc biệt, Le Tissier là cầu thủ ghi nhiều bàn thắng thứ hai cho Southampton sau Mick Channon và từng được bình chọn là cầu thủ trẻ xuất sắc nhất mùa của PFA. Anh là tiền vệ đầu tiên ghi được 100 bàn thắng tại giải bóng đá Ngoại hạng Anh. Anh còn nổi tiếng bởi kỷ lục ghi bàn từ chấm phạt đền - sút thành công 47 quả từ 48 lần đá trong suốt sự nghiệp, tính riêng tại sân chơi Ngoại hạng, anh đang giữ kỷ lục thực hiện thành công 25 quả từ 26 lần sút, qua đó trở thành một trong những cầu thủ trứ danh trên chấm đá 11m.
Sau khi treo giày, Le Tissier trở thành một chuyên gia bóng đá, hiện đang làm công việc bình luận trong chương trình Soccer Saturday của Sky Sports. Năm 2011, anh trở thành chủ tịch danh dự của Guernsey F.C., nơi anh treo giày vào tháng 5 năm 2013 để giúp câu lạc bộ vượt qua khó khăn.

## Sự nghiệp câu lạc bộ

### Khởi nghiệp
Le Tissier sinh ra tại Guernsey và chơi bóng hồi nhỏ trên đảo cùng Vale Recreation từ năm bảy đến mười sáu tuổi. Ở tuổi mười lăm, anh đến thử việc ở Oxford United nhưng không thành công.

### Southampton
Ký hợp đồng với Southampton dưới dạng đào tạo trẻ năm 1985 và sau đó là hợp đồng chuyên nghiệp vào tháng 10 năm 1986, Le Tissier có trận ra mắt đội trong trận thua 4-3 trước Norwich City tại Football League First Division, và cuối mùa ghi sáu bàn trong 24 trận, bao gồm cả hat-trick vào lưới Leicester City. Anh ghi hai bàn liên tiếp tại trận đá lại vòng ba cúp Liên đoàn bóng đá Anh trên sân nhà tiếp Manchester United vào ngày 4 tháng 11 năm 1986, trận đấu Southampton thắng 4-1 và lần cuối cùng của Ron Atkinson trên băng ghế chỉ đạo; ông bị sa thải sau đó 48 giờ.
Anh được bình chọn là cầu thủ trẻ xuất sắc nhất mùa của PFA cho mùa bóng 1989-90, khi anh là một trong những cầu thủ ghi bàn hàng đầu của giải với 20 bàn giúp Southampton cán đích ở vị trí thứ bảy tại First Division, thứ hạng cao nhất của câu lạc bộ trong vòng 5 năm. Mùa giải Le Tissie ghi nhiều bàn thắng nhất là mùa 1993-94 khi anh ghi tới 25 bàn. Mùa bóng kế tiếp anh giành giải bàn thắng đẹp nhất mùa với một pha bấm bóng kĩ thuật vào lưới Blackburn Rovers từ khoảng cách 40 yard; anh cũng  lập công cùng người bạn lâu năm và cựu thủ môn Southampton Tim Flowers.
Trận đấu cuối cùng của anh là một trận đấu chứng thực trước đội Anh XI vào tháng 5 năm 2002, kết thúc với kết quả hòa 9-9, khi Le Tissier chơi 45 phút cho mỗi đội, trong khi cậu con trai 10 tuổi của anh là Mitchell vào sân từ ghế dự bị và ghi bốn bàn. Trong suốt sự nghiệp, Le Tissier nổi tiếng đáng gờm bởi biệt tài đá phạt đền, hoàn thành 47 quả từ 48 lần đá cho Southampton. Cú sút hỏng ăn duy nhất của anh đến vào ngày 24 tháng 3 năm 1993 trong một trận đấu với Nottingham Forest. Cú đá của anh bị cản phá bởi thủ môn Forest Mark Crossley, cú đá trượt đó độc đáo đến nỗi Crossley miêu tả nó là một trong những pha cứu thua mà anh tự hào nhất.

### Eastleigh
Sau khi rời Southampton, anh đã có hai mùa bóng chơi cho Eastleigh, nơi anh chơi bóng cùng người đồng đội cũ tại Southampton David Hughes. Anh có trận ra mắt trong chiến thắng 3-0 trước Newport (IOW) tại cúp Hampshire vào tháng 11 năm 2002. Anh chơi trận cuối cùng cho câu lạc bộ vào đầu tháng 8 năm 2003, với thắng lợi trong trận chung kết lượt về Hampshire Chronicle trước Winchester City.

### Guernsey
Ngày 7 tháng 4 năm 2013, mười năm sau khi giải nghệ, Le Tissier tuyên bố anh đã trở lại chơi bóng và kí hợp đồng với câu lạc bộ quê nhà Guernsey. Le Tissier nói rằng anh sẽ chơi trong bốn hoặc năm trận trong một tháng, đồng thời không thể chơi các trận vào thứ bảy vì bận công việc bình luận trên Soccer Saturday. Anh có trận ra mắt đội vào ngày 24 tháng 4, vào sân thay Ollie McKenzie trong thất bại 4-2 tại Combined Counties Football League trước Colliers Wood United. Đây cũng là lần ra sân duy nhất của anh cho đội bóng.

## Sự nghiệp quốc tế
Le Tissier được huấn luyện viên Terry Venables để tham dự một trận đấu giao hữu với Cộng hòa Ireland tại Lansdowne Road vào ngày 15 tháng 2 năm 1995. Sau khi Ireland dẫn trước với một bàn thắng ở phút thứ 22 của David Kelly, một nhóm cổ động viên Anh bắt đầu gây rối, khiến trọng tài người Hà Lan Dick Jol phải hủy bỏ trận đấu.
Trong chiến dịch đến giải bóng đá vô địch thế giới 1998, Le Tissier đã ghi một hat-trick trong chiến thắng 4-1 trước Nga B cho Anh B; mặc dù anh vẫn bị loại khỏi đội hình cuối cùng bởi quyết định gây tranh cãi của huấn luyện viên Glenn Hoddle, khiến bản thân anh cho rằng đây là một khiếm khuyết trong sự nghiệp sau khi phong độ của anh chưa bao giờ được bình phục hoàn toàn

## Thống kê sự nghiệp

### Câu lạc bộ
Nguồn:
| Mùa giải            | Câu lạc bộ          | Hạng đấu                   | Giải đấu | Giải đấu  | Cúp     | Cúp       | Cúp Liên đoàn | Cúp Liên đoàn | Full Members Cup | Full Members Cup | Tổng cộng | Tổng cộng |
| Mùa giải            | Câu lạc bộ          | Hạng đấu                   | Số trận  | Bàn thắng | Số trận | Bàn thắng | Số trận       | Bàn thắng     | Số trận          | Bàn thắng        | Số trận   | Bàn thắng |
| ------------------- | ------------------- | -------------------------- | -------- | --------- | ------- | --------- | ------------- | ------------- | ---------------- | ---------------- | --------- | --------- |
| 1986–87             | Southampton         | First Division             | 24       | 6         | 1       | 0         | 4             | 2             | 2                | 2                | 31        | 10        |
| 1987–88             | Southampton         | First Division             | 19       | 0         | 1       | 1         | 1             | 1             | 1                | 0                | 22        | 2         |
| 1988–89             | Southampton         | First Division             | 28       | 9         | 2       | 0         | 4             | 2             | 2                | 0                | 36        | 11        |
| 1989–90             | Southampton         | First Division             | 35       | 20        | 2       | 1         | 7             | 3             | –                | –                | 44        | 24        |
| 1990–91             | Southampton         | First Division             | 35       | 19        | 3       | 2         | 4             | 2             | 1                | 0                | 43        | 23        |
| 1991–92             | Southampton         | First Division             | 32       | 6         | 7       | 1         | 6             | 1             | 6                | 7                | 51        | 15        |
| 1992–93             | Southampton         | Premier League             | 40       | 15        | 1       | 1         | 3             | 2             | –                | –                | 44        | 18        |
| 1993–94             | Southampton         | Premier League             | 38       | 25        | 2       | 0         | 0             | 0             | –                | –                | 40        | 25        |
| 1994–95             | Southampton         | Premier League             | 41       | 20        | 5       | 5         | 3             | 5             | –                | –                | 49        | 30        |
| 1995–96             | Southampton         | Premier League             | 34       | 7         | 5       | 1         | 4             | 2             | –                | –                | 43        | 10        |
| 1996–97             | Southampton         | Premier League             | 31       | 13        | 1       | 0         | 6             | 3             | –                | –                | 38        | 16        |
| 1997–98             | Southampton         | Premier League             | 26       | 11        | 1       | 0         | 3             | 3             | –                | –                | 30        | 14        |
| 1998–99             | Southampton         | Premier League             | 30       | 6         | 1       | 0         | 2             | 0             | –                | –                | 33        | 6         |
| 1999–00             | Southampton         | Premier League             | 18       | 3         | 0       | 0         | 3             | 0             | –                | –                | 21        | 3         |
| 2000–01             | Southampton         | Premier League             | 8        | 1         | 0       | 0         | 2             | 1             | –                | –                | 10        | 2         |
| 2001–02             | Southampton         | Premier League             | 4        | 0         | 1       | 0         | 0             | 0             | –                | –                | 5         | 0         |
| 2002–03             | Eastleigh           | Wessex Premier Div.        | ?        | ?         | ?       | ?         | –             | –             | –                | –                | ?         | ?         |
| 2003–04             | Eastleigh           | Southern Lge. Eastern Div. | ?        | ?         | ?       | ?         | –             | –             | –                | –                | ?         | ?         |
| 2012–13             | Guernsey            | C.Counties Premier Div.    | 1        | 0         | 0       | 0         | –             | –             | –                | –                | 1         | 0         |
| Tổng cộng sự nghiệp | Tổng cộng sự nghiệp | Tổng cộng sự nghiệp        | 444      | 161       | 33      | 12        | 52            | 27            | 12               | 9                | 541       | 209       |

### Quốc tế
| Đội tuyển quốc gia | Năm       | Số trận | Bàn thắng |
| ------------------ | --------- | ------- | --------- |
| Anh                | 1994      | 5       | 0         |
| Anh                | 1995      | 1       | 0         |
| Anh                | 1996      | 1       | 0         |
| Anh                | 1997      | 1       | 0         |
| Tổng cộng          | Tổng cộng | 8       | 0         |

## Danh hiệu

### Câu lạc bộ
Southampton
- Full Members' Cup á quân: 1991–92[25]

Eastleigh
- Wessex Football League: 2002–03[26]

### Cá nhân
- Cầu thủ trẻ xuất sắc nhất năm của PFA: 1989–90
- Cầu thủ xuất sắc nhất mùa của cổ động viên Southampton: 1989–90, 1993–94, 1994–95
- Bàn thắng đẹp nhất tháng: tháng 10 năm 1993, tháng 8 năm 1994, tháng 12 năm 1994
- Cầu thủ Ngoại hạng Anh xuất sắc nhất tháng: tháng 12 năm 1994, tháng 10 năm 1996
- Đội hình tiêu biểu Ngoại hạng Anh: 1994–95
- Bàn thắng đẹp nhất bóng đá Anh: 1994–95
- Ngôi đền của những huyền thoại bóng đá Anh: 2013
- One Club Man Award: 2015[27]